# Ił-112
Ił-112 (ros. Ил-112) – rosyjski turbośmigłowy, lekki samolot transportowy zaprojektowany w biurze konstrukcyjnym Iljuszyna. Maszyna ma zastąpić samoloty An-26.

## Historia
Początki rozwoju samolotu Ił-112 sięgają lat 90 XX wieku, kiedy to rozpoczęto poszukiwania maszyny zdolnej zastąpić lekkie samoloty transportowe An-26. 4 listopada 1994 roku nowa konstrukcja Iljuszyna otrzymała po raz pierwszy wsparcie rządowe na rozwój i budowę prototypu. Niestety był to okres kiedy kryzys gospodarczy wstrzymał większość inwestycji finansowych i za rządowym wsparciem nie poszło żadne dofinansowanie projektu.

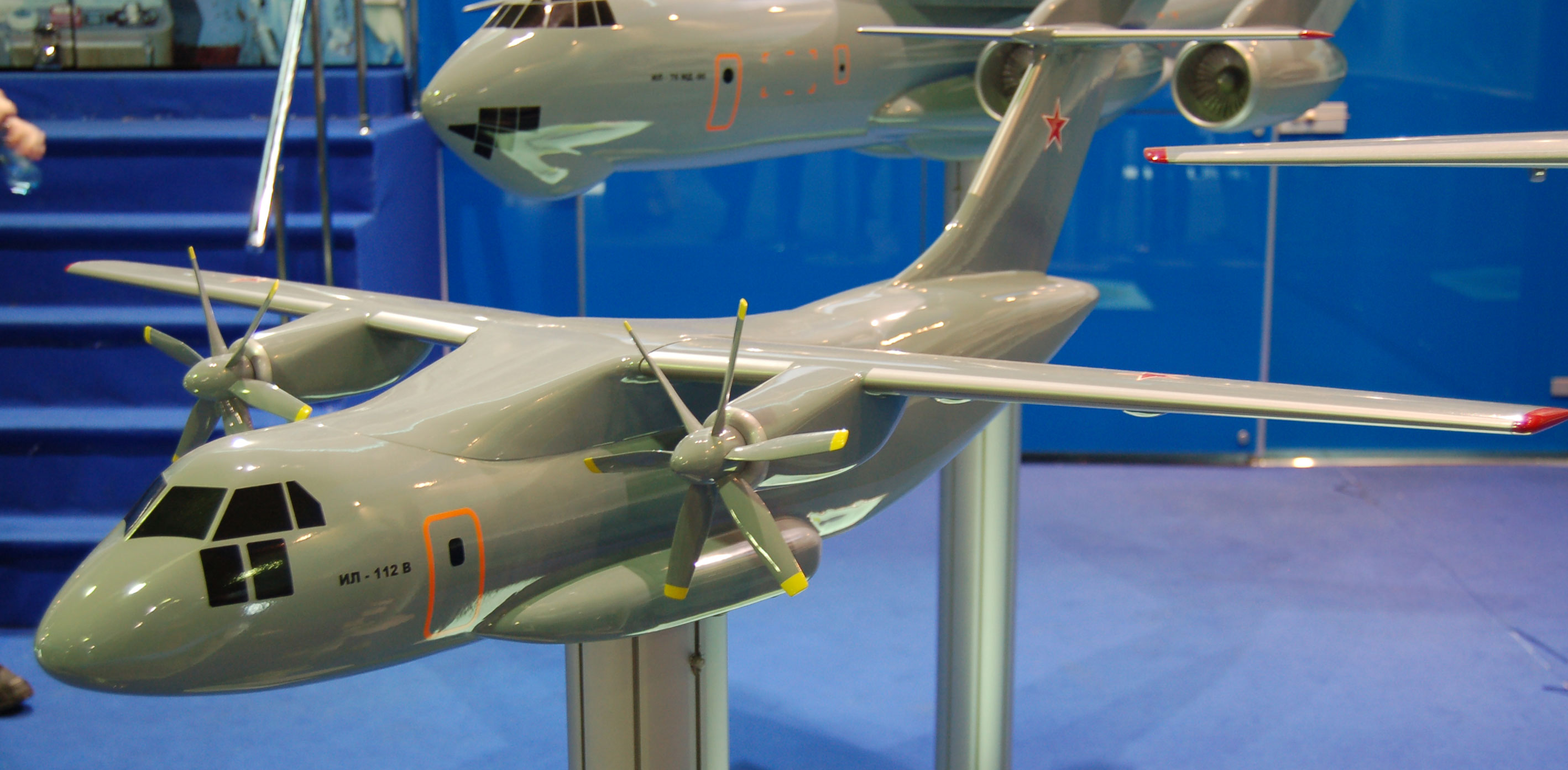
Model zaprezentowany w 2009 roku

W kwietniu 2004 roku projekt samolotu wygrał konkurs na nowy lekki, samolot transportowy dla rosyjskich sił powietrznych (ros. Военно-воздушные силы Российской Федерации), w pokonanym polu pozostawiając samoloty MiG-110WT, Tu-136T i M-60LWTS. Za wygraną poszło współfinansowanie projektu przez rosyjskie Ministerstwo Obrony. Zakładano, że gotowy prototyp wzniesie się w powietrze w 2006 roku, pierwsze seryjne samoloty zostaną ukończone rok później a na wyposażenie sił zbrojnych wejdzie w 2008 roku. W grudniu 2004 roku zatwierdzono wstępny projekt samolotu. Jednak program notował narastające opóźnienia. Priorytetem dla lotnictwa wojskowego, pomimo palącej potrzeby wymiany starzejącej się floty samolotów An-26, był program modernizacji ciężkich maszyn transportowych Ił-76. Kolejnym problemem w pracach projektowych był brak odpowiedniego silnika. Dla wzrastającej z projektu na projekt masy samolotu, pierwotnie założone silniki TW7-117ST okazały się być zbyt słabe a nowe jednostki napędowe wymagałyby zbyt daleko idących prac, które zwiększyłyby opóźnienia i koszty programu. Dodatkowo, rosyjskie Ministerstwo Obrony zamówiło siedem ukraińskich An-140. Z pieniędzy przekazanych przez Ministerstwo Obrony na budowę czterech prototypów i ich badania, biuro projektowe sfinansowało jedynie prace projektowe i zbudowało tylną część kadłuba. W zaistniałej sytuacji rosyjskie Ministerstwo Obrony, 14 maja 2010 roku oficjalnie zakończyło dalsze finansowanie całego programu a rok później, w lipcu 2011 roku przerwano dalsze prace nad samolotem, pozostawiając nieukończony pierwszy prototyp. Iljuszyn pozostał bez zamówień ze strony sił powietrznych i nie cieszył się zainteresowaniem ze strony potencjalnych użytkowników cywilnych. W 2013 roku ujawniono informację o ponownym zainteresowaniu sił powietrznych maszyną. Użytkowany przez Siły Powietrzne Federacji Rosyjskiej An-140 nie posiada tylnej rampy ładunkowej co faworyzowało produkt Iliuszyna, posiadający możliwość załadunku i desantowania z użyciem tylnej rampy. Rok później, z powodu pogarszających się relacji z Rosji z Ukrainą, głównym producentem An-140, na dobre powrócono do projektu Ił-112. 14 listopada 2014 roku Ministerstwo Obrony Rosji zamówiło u producenta projekt i prototyp Ił-112W. Z kolei zakłady ODK Klimow we współpracy z OAO MMP im. W.W. Czernyszewa otrzymały zamówienie na zaprojektowanie nowego silnika TW-117ST, mającego napędzać Iła-112. Głównym konstruktorem samolotu został Siergiej Liaszenko. Na początku 2016 roku rozpoczęto wytwarzanie pierwszych elementów konstrukcyjnych transportowca. Kadłub pierwszego prototypu ukończono pod koniec tego samego roku a na początku 2017 roku połączono kadłub ze skrzydłami w pierwszym prototypie numer 01-01. 18 stycznia 2018 roku zakłady w Woroneżu upubliczniły informacje o rozpoczęciu końcowego montażu dwóch prototypów samolotu. Których budowa rozpoczęła się rok wcześniej. 
27 listopada 2018 roku odbyło się uroczyste wytoczenie gotowego pierwszego prototypu z hali montażowej woroneskich zakładów. 30 marca 2019 w Woroneżu odbył się pierwszy lot samolotu (o znakach RF-41400), trwający 41 minut. Start prototypu opóźnił się z powodu zbyt niskiej podstawy chmur. W trakcie lotu maszyna wykonała trzy kręgi nad miastem z prędkością 250 km/h z dwukrotnym podejściem symulującym lądowanie. W powietrzu maszynie towarzyszył drugi samolot, Ił-114ŁŁ. 3 kwietnia tego samego roku, rosyjska agencja Interfax ujawniła, iż nowa konstrukcja obarczona jest poważnymi wadami konstrukcyjnymi. Okazało się, iż masa tylnej części kadłuba znacząco odbiega od zakładanej i bezpiecznej masy. Konsekwencją wady jest niebezpieczne przesunięcie się środka ciężkości samolotu w przypadku jego maksymalnego załadunku. Aby zrównoważyć niebezpieczny wzrost masy tylnej części kadłuba, maszyna zabiera w trakcie lotu balast umieszczony w jego przedniej części. Konsekwencją jest jednak ograniczenie masy przewożonego na pokładzie ładunku z 5 do 3,5 tony. Wartość ta jest jednak nieakceptowalna przez wymagania operacyjne rosyjskich sił powietrznych, potencjalnego, głównego odbiorcy samolotów. Problem z masą tylnej części kadłuba sygnalizowany był już wcześniej, w październiku 2018 i marcu 2019. Jednak do czasu oblotu maszyn nie został on rozwiązany. Wytwórnia rozpoczęła prace nad zmniejszeniem masy prototypu o 1000 kg. Uzyskane w trakcie tych prac doświadczenia oraz zastosowanie nowych materiałów w tym elementów kompozytowych, miały pozwolić na redukcję ciężaru trzeciego i czwartego prototypu budowanego w wytwórni o około 2,5 tony. Tym niemniej, po oblocie prototypu, dalsze loty testowe zostały zawieszone do czasu rozwiązania problemów z masą samolotu. Samolot ponownie wzbił się w powietrze blisko dwa lata po swoim oblocie, 30 marca 2021 roku. Zdaniem producenta, 30 minutowy lot, podczas którego sprawdzano działanie silników maszyny, stabilność w locie, działanie systemów kontroli lotu, przebiegł bez problemów.
Na odbywającej się w Astanie, stolicy Kazachstanu wystawie KADEX-2018, ujawniono model samolotu z nowym wyposażeniem, którym był pokładowy system samoobrony, opracowywany przez instytut NII Ekran z Samary. System jest rozwinięciem wcześniejszego układu znanego jako L370 Witebsk. W trakcie jego budowy wzięto pod uwagę doświadczenia uzyskane z eksploatacji L370 w prawdziwych warunkach bojowych jakim były działania rosyjskiego lotnictwa w Syrii. Zaprezentowany w Astanie system składa się z dwóch bloków optoelektronicznych umieszczonych pod kadłubem, między goleniami podwozia. Każdy z nich składa się z dwóch ultrafioletowych czujników ostrzegawczych oraz laserowej stacji kierunkowych zakłóceń w podczerwieni. Na końcu kadłuba zainstalowana jest antena radiolokacyjnej stacji ostrzegawczej. Tuż za skrzydłem, na burtach kadłuba po obu jego stronach umieszczono po pięć, 14 - lufowych wyrzutni nabojów zakłócających kalibru 50 mm. Pod dziobem maszyny znajduje się głowica optoelektroniczna przeznaczona do nawigacji i celowania podczas desantu spadochroniarzy lub zrzutu ładunku.

## Katastrofa
17 sierpnia 2021 roku doszło do katastrofy pierwszego prototypu samolotu. Maszyna o rejestracji RF-41400 i numerze bocznym 01 miała wziąć udział w pokazach jakie towarzyszą rosyjskiemu forum przemysłu obronnego Armia-2021. W tym celu, cztery dni przed katastrofą maszyna przybyła z Woroneskiej Spółki Akcyjnej Budowy Samolotów w Woroneżu do Żukowskij, gdzie samolot miał zostać przygotowany do pokazów. Do swojego ostatniego lotu samolot wystartował z załogą składającą się z szefa pilotów doświadczalnych Iljuszyna, pełniącego rolę dowódcy lotu Nikołaja Kuimowa. Drugiego pilota, pilota doświadczalnego Dmitrija Komarowa oraz inżyniera pokładowego, również pilota doświadczalnego Nikołaja Chludejewa. Podczas podchodzenia do lądowania na lotnisku w Kubince, o 11:54 lokalnego czasu, samolot rozbił się o ziemię grzebiąc w swoich szczątkach całą załogę. Na nagranym przypadkowo filmie rejestrującym lot, dostrzeżono płomienie wydobywające się z gondoli prawego silnika.

## Konstrukcja
Ił-112 jest wolnonośnym górnopłatem napędzanym dwoma silnikami turbośmigłowymi z sześciołopatowymi śmigłami. Podwozie chowane, trójpodporowe z przednim podparciem, przednia, dwukołowa goleń chowana jest do wnęki w kadłubie. Podwozie główne, czterokołowe, po dwie golenie ustawione szeregowo po obu stronach kadłuba chowane do jego wnęk. Skrzydła o trapezowym obrysie, usterzenie w kształcie litery „T”. Ładownia o szerokości 2,45 m, wysokości 2,4 m i długości 11,28 m. W tyle kadłuba znajduje się otwierana do tyłu rampa ładunkowa o długości 8,4 m. Samolot jest wyposażony w szklany kokpit i cyfrową awionikę.

## Wersje
Samolot może być oferowany w dwóch wersjach:
- Ił-112W – lekki samolot transportowy przeznaczony dla sił powietrznych
- Ił-112T – transportowa wersja cywilna